# Stykkishólmur

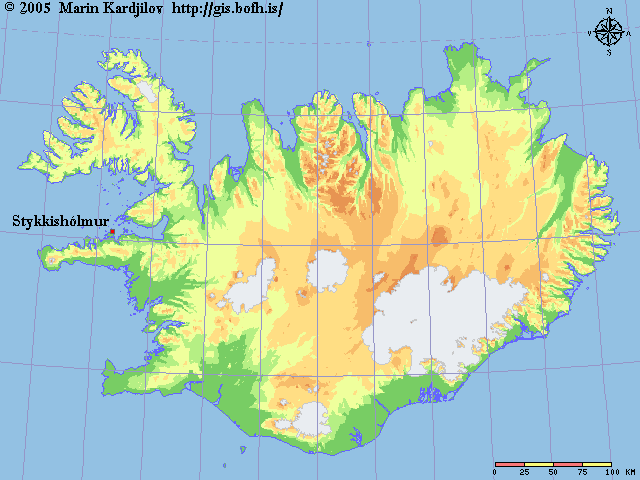
Stykkishólmur na mapě Islandu

Stykkishólmur je rybářské město a zároveň obec na Islandu, položené na poloostrově Snæfellsnes. Zeměpisné souřadnice jsou 65°04' severní šířky a 22°44' západní délky.

## Partnerská města
- Drammen, Norsko
- Kolding, Dánsko
- Lappeenranta, Finsko
- Örebro, Švédsko